# Kurkino (Tula)
Kurkino (russisch Ку́ркино) ist eine Siedlung städtischen Typs in der Oblast Tula in Russland mit 5411 Einwohnern (Stand 14. Oktober 2010).

## Geographie
Der Ort liegt etwa 110 km Luftlinie südöstlich des Oblastverwaltungszentrums Tula knapp 5 km von der Grenze zur Oblast Lipezk entfernt. Er befindet sich unweit der Quelle des rechten Don-Zuflusses Wjasowka.
Kurkino ist Verwaltungszentrum des Rajons Kurkinski sowie Sitz und einzige Ortschaft der Stadtgemeinde (gorodskoje posselenije) Rabotschi possjolok Kurkino.

## Geschichte
Der Ort wurde 1595 gegründet. Bis gegen Ende 19. Jahrhundert entwickelte er sich zu einem größeren Handelsdorf an der Straße („Trakt“) von Jelez in die damalige Stadt Jepifan (heute Siedlung).
Am 8. Juli 1924 wurde Kurkino Verwaltungssitz eines neu geschaffenen, nach ihm benannten Rajons. 1968 erhielt der Ort den Status einer Siedlung städtischen Typs.

### Bevölkerungsentwicklung
| Jahr | Einwohner |
| ---- | --------- |
| 1939 | 3253      |
| 1959 | 2078      |
| 1970 | 5650      |
| 1979 | 6434      |
| 1989 | 6991      |
| 2002 | 6117      |
| 2010 | 5411      |

Anmerkung: Volkszählungsdaten

## Verkehr
In Kurkino befindet sich die Station Kulikowo Pole, heute Endpunkt bei Kilometer 102 einer Bahnstrecke von Tschaplygin (Station Ranenburg) über Lew Tolstoi und Dankow. Die Strecke wurde 1899 als Teil der Verbindung über Suchinitschi nach Smolensk der damaligen Rjasan-Uralsker Eisenbahn eröffnet. Der Abschnitt von Kulikowo Pole in Richtung Westen über Wolowo bis Tjoploje wurde 1995 stillgelegt und in den 2000er-Jahren abgebaut. Die Station hieß zuerst Kurkino, erhielt aber 1911 ihren heutigen Namen in Erinnerung an die Schlacht auf dem Kulikowo Pole, die 1380 im Gebiet nördlich des späteren Ortes stattfand.
Nach Kurkino führt die Regionalstraße 70K-059 vom gut 50 km entfernten, nordwestlich benachbarten Rajonzentrum Bogorodizk an der föderalen Fernstraße M4 Don. In westlicher Richtung verläuft die 70K-129 ebenfalls zur M4 nördlich von Jefremow.